# 安帕罗达塞拉
安帕罗达塞拉是巴西米纳斯吉拉斯州的一个市镇。总面积145.811平方公里，总人口5245人，人口密度36人/平方公里。